# Culcita macrocarpa
Culcita macrocarpa är en ormbunkeart som beskrevs av Karel Presl. Culcita macrocarpa ingår i släktet Culcita och familjen Culcitaceae. Inga underarter finns listade.